# 希蒂绍
希蒂绍是奥地利福拉尔贝格州布雷根茨县的一个市镇。总面积46.65平方公里，总人口1855人，人口密度39.8人/平方公里（2005年）。